# The Sandman (film din 2017)
The Sandman (Omul de Nisip; Moș Ene) este un film american de televiziune de groază din 2017, scris și regizat de Peter Sullivan; cu Haylie Duff⁠(d) și Tobin Bell în rolurile principale. Stan Lee a fost producător executiv al filmului.

## Rezumat
O fetiță cu puteri formidabile își imaginează existența Omului de Nisip (Moș Ene), un monstru teribil din coșmarurile ei care face rău oricui vrea să o rănească.

## Distribuție
- Haylie Duff – Claire Blake
- Shaun Sipos – Wyatt
- Shae Smolik – Madison Blake
- Tobin Bell – Valentine
- Ricco Ross – detectivul Price
- Amanda Wyss – Dr. Amanda Elliott
- Morgana Ignis – The Sandman; Omul de Nisip; (Moș Ene)

## Recepție
Dread Central a dat filmului două stele din cinci. 